# ネイハム・ソネンバーグ
ネイハム・ソネンバーグ（Nahum Sonenberg, 1946年12月29日 - ）は、カナダの生化学者。マギル大学教授。タンパク質の発現と機能を調節する因子（EIF4E）の発見で知られる。
連合軍軍政期のドイツ・ヴェッツラーで出生後、イスラエルに入植した。テルアビブ大学卒業後、1976年に同大学院から免疫学のPh.D.を取得。ワイツマン科学研究所に在籍後、アメリカの旧・ロシュ分子生物学研究所（Roche Institute of Molecular Biology）で博士研究員となった。1979年にマギル大学に移籍。また1997年から2011年までハワード・ヒューズ医学研究所に在籍した。
2006年王立協会フェロー選出。

## 受賞歴
- 2008年 - ガードナー国際賞
- 2011年 - ローゼンスティール賞
- 2014年 - ウルフ賞医学部門